# Desa Babelan Kota
Desa Babelan Kota är en administrativ by i Indonesien.   Den ligger i provinsen Jawa Barat, i den västra delen av landet, 21 km öster om huvudstaden Jakarta.